# DNS поверх HTTPS
DNS поверх HTTPS, DNS over HTTPS (DoH) — протокол для розв'язання DNS за протоколом HTTPS. Метою цього методу є підвищення конфіденційності та безпеки користувачів шляхом запобігання перехоплення та маніпулювання даними DNS за допомогою атак типу «Атака посередника». Станом на березень 2018 року Google і Mozilla Foundation тестують версії DNS по протоколу HTTPS. Опублікований IETF в RFC 8484 у жовтні 2018 року.
На додаток до підвищення безпеки ще одна мета DNS over HTTPS — підвищити продуктивність: тестування DNS-розв'язувачів ISP показало, що в багатьох випадках вони дають несподівано повільний відгук, що може бути додатково помножено на необхідність отримання адрес багатьох доменів, наприклад, при завантаженні вебсторінки.
У публічно реалізованій версії цього протоколу Google використовує HTTP GET-запити (через HTTPS) для доступу до інформації DNS з використанням кодування DNS-запиту і параметрів результату, представлених в нотації JSON.
Інша аналогічна специфікація знаходиться в статусі інтернет-проекту під егідою IETF. У цій версії протоколу використовуються протоколи HTTP/2 і HTTPS, а початкова версія підтримує дані відповіді DNS у вигляді «дротового формату», які повертаються в існуючих відповідях UDP, в корисному навантаженні з HTTPS — application/dns-udpwireformat, з MIME — application/dns-udpwireformat. Якщо використовується HTTP/2, сервер може також використовувати HTTP/2-серверний push для відправки значень, які, швидше за все, знадобляться клієнту.
У липні 2019 року фахівці компанії Qihoo 360 виявили перший у світі зразок шкідливого ПЗ, що використовує протокол DNS over HTTPS.

## DNS over HTTPS— загальнодоступні DNS-сервери
Реалізації серверів DNS поверх HTTPS вже надаються безкоштовно деякими публічними постачальниками DNS. Пропонуються три реалізації для виробничих послуг:
| Провайдер         | IP-адреси                                                             | Блокування                   | Особливість                                                    |
| ----------------- | --------------------------------------------------------------------- | ---------------------------- | -------------------------------------------------------------- |
| Cloudflare        | 1.1.1.1 1.0.0.1 2606:4700:4700::1111 2606:4700:4700::1001             | Ні                           | https://cloudflare-dns.com/dns-query%5Bнедоступне+посилання%5D |
| Cloudflare        | 1.1.1.2 1.0.0.2 2606:4700:4700::1112 2606:4700:4700::1002             | шкідливий контент            |                                                                |
| Cloudflare        | 1.1.1.3 1.0.0.3 2606:4700:4700::1113 2606:4700:4700::1003             | шкідливий і дорослий контент |                                                                |
| Google Public DNS | 8.8.8.8 8.8.4.4 2001:4860:4860::8888 2001:4860:4860::8844             | Ні                           | https://dns.google/dns-query%5Bнедоступне+посилання%5D         |
| CleanBrowsing     | 185.228.168.168 185.228.169.168 2a0d:2a00:1:: 2a0d:2a00:2::           | дорослий контент             | кінцева точка DNS over HTTPS                                   |
| Adguard           | 176.103.130.130 176.103.130.131 2a00:5a60::ad1:0ff 2a00:5a60::ad2:0ff | рекламний контент            | кінцева точка DNS over HTTPS                                   |
| Quad9             | 9.9.9.9 149.112.112.112 2620:fe::fe 2620:fe::9                        | шкідливий контент            |                                                                |
| OpenDNS           | 208.67.222.222 208.67.220.220 2620:119:35::35 2620:119:53::53         | Ні                           | https://doh.opendns.com/dns-query%5Bнедоступне+посилання%5D    |

## Підтримка клієнтів
- Firefox з версії 62 — підтримка браузера[9]
- DNSCrypt-proxy — локальний DNS → проксі DoH[10]
- doh-php-client — реалізація PHP[11]
- KeeneticOS з версії 3.00 — прошивка для роутерів KEENETIC[12]
- OpenWRT — відкрита прошивка для роутерів дозволяє включити підтримку DNS поверх HTTPS[13]
- Router OS з версії 6.47 — прошивка для роутерів Mikrotik[14]

## Альтернативи
DNSCrypt шифрує немодифікований трафік DNS між клієнтом і DNS-розв'язувачем для запобігання атак типу «Атака посередника», але не минулий процес IETF RFC, тоді як DNS поверх TLS описаний в RFC 7858.